# Joseph Trương Cao Đại
Joseph Trương Cao Đại (Tiền Môn, 5 giugno 1913 – Madrid, 29 giugno 1969) è stato un vescovo cattolico vietnamita.

## Biografia
Joseph Trương Cao Đại nacque il 5 giugno 1913 a Tiền Môn, villaggio nel comune di An Lập oggi chiamato Hồng Giang, del distretto di Đông Hưng della provincia di Thai Binh.
Nel 1927 entrò nel seminario minore di Ninh Cường. Dopo 5 anni fu ammesso al seminario maggiore Sant'Alberto di Nam Dinh. Dopo aver terminato gli studi di filosofia, chiese di entrare nell'ordine domenicano. Il 30 agosto 1935 entrò nell'ordine nel nuovo monastero domenicano di Quần Phương nella diocesi di Bùi Chu. Fu inviato poi a proseguire gli studi di teologia al Rosaryhill di Hong Kong. Il 31 agosto 1939 emise i voti perpetui e fu ordinato presbitero il 18 maggio 1940.
Nel 1940 fu inviato a Manila per frequentare l'Università di Santo Tomás, dove nel 1943 conseguì il dottorato in diritto canonico.
Essendo la seconda guerra mondiale in pieno svolgimento, l'esercito giapponese invase e conquistò le Filippine, pertanto non poté tornare in Vietnam e dovette rifugiarsi presso i missionari belgi della diocesi di Baguio.
Qui lavorò come consulente di diritto canonico nel vescovado e fu nominato cappellano per le religiose domenicane di Santa Caterina da Siena.
Terminato il conflitto mondiale tornò in patria e fu nominato professore per il seminario maggiore Sant'Alberto di Nam Dinh. Tuttavia la pace nel paese fu di breve durata, in quanto i paesi del sud-est asiatico entrarono in guerra contro la Francia. Trovò quindi rifugio nuovamente ad Hong Kong, dove insegnò teologia presso la Rosaryhill School e divenne vicesuperiore del monastero di Sant'Alberto.
L'8 gennaio 1953 papa Pio XII lo nominò vicario apostolico di Hải Phòng, assegnandogli la sede titolare di Sila. Ricevette l'ordinazione episcopale il 19 marzo 1953 nella cattedrale di Hong Kong per imposizione delle mani dell'arcivescovo John Jarlath Dooley.
Giunto ad Haiphong, prese possesso della diocesi due giorni dopo, il 21 marzo, ed iniziò subito a riorganizzare la diocesi, istituendo un consiglio diocesano, avviando delle riforme per le suore domenicane e inaugurando la scuola Kẻ Giảng a Quảng Yên e il seminario minore Chân Phúc Liêm a Haiphong. Con la fine della guerra, a seguito degli accordi di Ginevra il Vietnam venne diviso in due stati. Il vicariato di Hải Phòng, essendo situato nel nord, vide la quasi scomparsa della popolazione cattolica che fuggì verso sud. Non potendo quindi rimanere nel territorio del vicariato, monsignor Trương lasciò il nord nel novembre del 1954. Giunto a Saigon si occupò di aiutare l'enorme folla di profughi. Qui con il tempo riuscì a far riprendere gli studi ai seminaristi provenienti dal seminario Chân Phúc Liêm e grazie a donazioni private da parte di alcuni benefattori cattolici locali, poté acquistare un terreno e ricostruire il seminario.
A causa di un progressivo peggioramento della sua salute, si dimise dalla carica di vicario apostolico nel 1960 e si trasferì in Spagna.
Fu padre conciliare durante il Concilio Vaticano II, partecipando a tutte le quattro sessioni.
Morì per un infarto a Madrid il 29 giugno 1969 all'età di 56 anni. Fu sepolto nel monastero domenicano di Avila. I suoi resti mortali furono in seguito riportati in Vietnam e sepolti nella cattedrale di Hải Phòng l'11 novembre 2010.

## Genealogia episcopale
La genealogia episcopale è:
- Cardinale Scipione Rebiba
- Cardinale Giulio Antonio Santori
- Cardinale Girolamo Bernerio, O.P.
- Arcivescovo Galeazzo Sanvitale
- Cardinale Ludovico Ludovisi
- Cardinale Luigi Caetani
- Cardinale Ulderico Carpegna
- Cardinale Paluzzo Paluzzi Altieri degli Albertoni
- Papa Benedetto XIII
- Papa Benedetto XIV
- Cardinale Enrico Enriquez
- Arcivescovo Manuel Quintano Bonifaz
- Cardinale Buenaventura Córdoba Espinosa de la Cerda
- Cardinale Giuseppe Maria Doria Pamphilj
- Papa Pio VIII
- Papa Pio IX
- Cardinale Alessandro Franchi
- Cardinale Giovanni Simeoni
- Cardinale Antonio Agliardi
- Cardinale Basilio Pompilj
- Cardinale Adeodato Piazza, O.C.D.
- Cardinale Egidio Vagnozzi
- Arcivescovo John Jarlath Dooley, S.S.C.M.E.
- Vescovo Joseph Trương Cao Đại, O.P.